# جيم نولز
جيم نولز (بالإنجليزية: Jim Knowles)‏ هو لاعب كرة قدم أمريكية أمريكي، ولد في 16 أبريل 1965 في فيلادلفيا في الولايات المتحدة.